# Люйбнитса
Лю́йбнитса (эст. Lüübnitsa), также Лю́бница, ранее Лю́бницы и Лу́бницы (эст. Lubnitsõ), на местном диалекте также Лююбниця (эст. Lüübnitsä) — деревня в волости Сетомаа уезда Вырумаа, Эстония. Относится к нулку Полода. До административной реформы местных самоуправлений Эстонии 2017 года входила в состав волости Микитамяэ уезда Пылвамаа.

## География и описание
Расположена в юго-восточной Эстонии, на берегу Псковского озера, в 41 км к северо-востоку от уездного центра — города Выру — и в 12 км к северу от волостного центра — города Вярска. Высота над уровнем моря — 28 метров.
На территории деревни находится бессточное озеро Люйбнитса. Недалеко от деревни расположен заповедник Люйбнитса, ценностями которого являются обширные болота и луга и охраняемые виды растений и животных. Площадь заповедника составляет 1542 гектара.
Рядом с деревней на берегу озера построена смотровая вышка высотой 12,5 метра, откуда открывается красивый вид на окрестности — на Псковское озеро и озеро Ляммиярв, на эстонские деревни Бересье, Люйбнитса и Аудьяссааре и российский остров Колпина.
Климат переходный от морского к континентальному. Официальный язык — эстонский. Почтовый индекс — 64309.

## Население
По переписи населения 2021 года, в Люйбнитса насчитывалось 50 жителей, из них 3 (6,0 %) — эстонцы.
По данным переписи населения 2011 года, в деревне проживали 58 человек, из них 3 человека (5,2 %) — эстонцы (сету в перечне национальностей выделены не были).
Численность населения деревни Люйбнитса по данным переписей населения:
| Год  | 1959 | 1970  | 1979  | 1989  | 2000 | 2011 | 2021 |
| ---- | ---- | ----- | ----- | ----- | ---- | ---- | ---- |
| Чел. | 260  | ↘ 236 | ↘ 158 | ↘ 115 | ↘ 72 | ↘ 58 | ↘ 50 |

## История
В письменных источниках 1510 года упоминается Любница, 1585–1587 годов — Любница-Мокушево, деревня и пустошь Любница, 1646 года — Любница, 1652 года — Лебжица, 1764 года — Любницы (слобода, иса́д), 1782 года — Любницъ, 1783 года — Любеницъ, Лыбеницъ, прим. 1790 года — Любанца, 1886 года — Lüübnitsa, 1903 года — Lübnitsa, 1921 года — Lubnitsõ, 1923 года — Ljubnitsa, Лю́бницы.
На военно-топографических картах Российской империи (1846–1863 годы), в состав которой входила Лифляндская губерния, деревня обозначена как Любницы.
В XVI–XVII веках ⅔ деревни принадлежали Петрово-Павловскому монастырю на острове Талабск и ⅓ — российской короне (царю и великим князьям), в XVIII веке деревня была в общем пользовании Псково-Печерского монастыря и мызников. В XIX веке деревня являлась центром общины и относилась к приходу Колпино (эст. Kulkna). В конце XIX века в деревне жили православные русские; имеются сведения, что здесь также проживали староверы.
До подписания 2 февраля 1920 года Тартуского мирного договора деревня входила в состав Слободской волости Псковского уезда Псковской губернии РСФСР.
В советское время Люйбнитса относилась к рыболовецкому колхозу имени В. И. Ленина. В деревне работали основная школа и дом культуры. В настоящее время жители деревни занимаются рыбной ловлей и выращиванием овощей — в основном, лука.
В Люйбнитса ранее находилась часовня сету (на местном диалекте цяссон). Сведений о времени строительства и разрушения часовни не имеется; только одно исследование, проведённое в 1937 году, показало место её расположения (внесено в Регистр объектов культурного наследия Эстонии).
19 августа 2015 года в деревне состоялось освящение нового православного храма. В качестве цяссона он несколько велик, а для обычной церкви — мал. На вопрос жителей, как же называть храм, митрополит Стефанус ответил, что это всё же церковь, т. к. в ней была проведена божественная литургия (важнейшее богослужение для православных), как и в любой другой православной церкви. При необходимости в ней можно проводить похоронные обряды, крещения и венчания.
Старинное кладбище деревни Люйбнитса внесено в Государственный регистр памятников культуры Эстонии как памятник археологии. Оно использовалось в XV–XVII веках. 
В Люйбнитса действует деревенский культурный центр (эст. Lüübnitsa Külakeskus). Деревня известна тем, что в конце августа здесь проводятся рыбная и луковая ярмарки.

## Происхождение топонима
Основой происхождения топонима можно считать личное имя, например, в словаре Н. Тупикова есть имя XIII века Любь и XIV века — Любко. Однако по мнению языковеда Тартуского университета Анжелики Штейнгольде, этот топоним не происходит от слов «любовь», «любить»; скорее всего это субстрат. В качестве топонима это слово встречается редко; к востоку от Эстонии, в России есть деревня Любница, в южной части Псковщины находится озеро Любенец. В русских хрониках слово Любь означало «Ливы», Любская земля — Старая Ливония. Согласно народным преданиям, своё название деревня получила от царя Петра I, который приезжал летом сюда отдыхать и любоваться красотой местного побережья.

## Галерея
- В деревне Люйбнитса
- Смотровая вышка в деревне Люйбнитсаа
- Берег Псковского озера в Люйбнитса
- Заказник Люйбнитса со смотровой вышки деревни Люйбнитса

## Комментарии
1. ↑  Эстонские топонимы, оканчивающиеся на -а, в русском языке не склоняются[15], а род получают по родовому слову, например, деревне присваивается женский род, хотя в эстонском языке нет категории рода.